# Jean-Michel Richeux
Jean-Michel Richeux (* 9. November 1948 in Plévenon) ist ein ehemaliger französischer Radrennfahrer und nationaler Meister im Radsport.

## Sportliche Laufbahn
Richeux wurde 1971 nationaler Meister im Querfeldeinrennen (heutige Bezeichnung Cyclocross) vor Alex Gérardin. 1972 konnte er seinen Titel verteidigen, er gewann das Meisterschaftsrennen vor Pierre Bernet. Er startete dreimal bei den UCI-Weltmeisterschaften im Querfeldeinrennen. Seine beste Platzierung dabei war der 10. Platz 1971. 1971 siegte er im spanischen Etappenrennen Volta a Tarragona, 1973 in der Tour de l’Yonne. 1976 gewann er die nationale Meisterschaft im Mannschaftszeitfahren.

## Familiäres
Er ist der jüngere Bruder von Alfred Richeux, der ebenfalls als Rennradfahrer aktiv war.